# Plopi, Cluj
Plopi este un sat în comuna Valea Ierii din județul Cluj, Transilvania, România.

## Istoric
Satul Plopi nu apare pe Harta Iosefină a Transilvaniei din 1769-1773 (sectio 094).
Primii locuitori au migrat din satul învecinat Finișel ("K.Fenes" pe Harta Iosefină) pentru a întemeia gospodării pe terenurile care le dețineau în zonă.

## Etimologie
Satul și-a luat numele de la pădurile de plopi care îl înconjoară. 

## Monument
- Cimitirul Eroilor